# Echipa națională de handbal feminin a Ucrainei
Echipa feminină de handbal a Ucrainei este echipa națională care reprezintă Ucraina în competițiile interțări oficiale sau amicale de handbal feminin. Ea este guvernată de Federația Ucraineană de Handbal.

## Palmares
Jocurile Olimpice
- medalie de bronz în 2004
Echipa: Anastasia Borodina, Natalia Borisenko, Hanna Burmistrova, Irina Honcearova, Natalia Liapina, Galina Markușevska, Elena Radcenko, Oxana Raihel, Liudmila Șevcenko, Tatiana Șinkarenko, Hanna Siukalo, Elena Țighița, Marina Verheliuk, Elena Iațenko, Larisa Zaspa.

Campionatul European
- medalie de argint în 2000

## Rezultate

### Rezultate olimpice
| An   | Poziție          |
| ---- | ---------------- |
| 2012 | Nu s-a calificat |
| 2008 | Nu s-a calificat |
| 2004 | locul 3          |
| 2000 | Nu s-a calificat |
| 1996 | Nu s-a calificat |
| 1992 | Nu s-a calificat |
| 1984 | Nu s-a calificat |

### Rezultate la Campionatul Mondial
| An     | Poziție          |
| ------ | ---------------- |
| 2013   | Nu s-a calificat |
| 2011   | Nu s-a calificat |
| 2009   | locul 17         |
| 2007   | locul 13         |
| 2005   | locul 10         |
| 2003   | locul 4          |
| 2001   | locul 18         |
| / 1999 | locul 13         |
| 1997   | Nu s-a calificat |
| / 1995 | locul 9          |

### Rezultate la Campionatele Europene
| An     | Poziție  |
| ------ | -------- |
| 2012   | locul 14 |
| / 2010 | locul 12 |
| 2008   | locul 10 |
| 2006   | locul 13 |
| 2004   | locul 6  |
| 2002   | locul 12 |
| 2000   | locul 2  |
| 1998   | locul 7  |
| 1996   | locul 9  |
| 1994   | locul 11 |

### Rezultate la alte competiții
- Trofeul Carpați 2012: locul 3
- Trofeul Carpați 2010: locul 3
- Trofeul Carpați 2008: locul 2
- Cupa Mondială GF 2006: locul 4
- Trofeul Carpați 2002: Câștigătoare
- Trofeul Carpați 2000: locul 2
- Trofeul Carpați 1995: locul 3
- Trofeul Carpați 1992: locul 2

## Echipa
Conform paginii oficiale a Federației Ucrainene de Handbal:
Echipa folosită pentru calificările la Campionatul European de Handbal Feminin din 2014:
Antrenor principal: Leonid Ratner
| Nr. | Post            | Nume                 | Data nașterii (vârsta) | Înălțime | Selecții | Goluri | Echipă            |
| --- | --------------- | -------------------- | ---------------------- | -------- | -------- | ------ | ----------------- |
| 2   | Inter dreapta   | Olga Laiuk           | 17 mai 1984            | 1,80 m   | 27       | 47     | Muratpașa BSK     |
| 3   | Inter stânga    | Iulia Andreicik      | 17 mai 1992            | 1,85 m   | 4        | 3      | HC Lada           |
| 4   | Inter stânga    | Anastasia Pidpalova  | 5 ianuarie 1982        | 1,90 m   | 63       | 221    | Brest             |
| 5   | Pivot           | Irina Șuțka          | 5 martie 1983          | 1,80 m   | 66       | 103    | CSM București     |
| 6   | Extremă dreapta | Iulia Managarova     | 27 septembrie 1988     | 1,66 m   | 50       | 206    | Rostov-Don        |
| 7   | Extremă stânga  | Viktoria Borșcenko   | 5 ianuarie 1986        | 1,70 m   | 47       | 163    | Rostov-Don        |
| 16  | Portar          | Natalia Parhomenko   | 21 martie 1979         | 1,80 m   | 33       | 0      | HC Lada           |
| 17  | Inter dreapta   | Olga Nikolaenko      | 5 aprilie 1983         | 1,78 m   | 43       | 161    | Békéscsaba        |
| 18  | Inter stânga    | Elena Umaneț         | 3 septembrie 1990      | 1,73     | 1        | 3      | Karpati Ujhorod   |
| 19  | Pivot           | Valeria Zorea        | 17 mai 1992            | 1,85     | 22       | 21     | Start Elbląg      |
| 20  | Extremă stânga  | Viktoria Belmas      | 13 iulie 1993          | 1,73     | 1        | 1      | Dneprianka        |
| 21  | Extremă stânga  | Anna Redka           | 21 ianuarie 1989       | 1,66 m   | 11       | 14     | Universitet Gomel |
| 23  | Coordonator     | Irina Glibko         | 18 februarie 1990      | 1,69 m   | 13       | 34     | CSM București     |
| 33  | Pivot           | Iaroslava Burlacenko | 14 mai 1992            | 1,77 m   | 6        | 1      | Çankaya           |
| 35  | Inter stânga    | Irina Stelmah        | 18 august 1993         | 1,89 m   | 5        | 0      | Galiceanka        |
| 71  | Portar          | Alexandra Krebs      | 14 august 1993         | 1,77     | 2        | 0      | Slovan Duslo Šaľa |
| 72  | Portar          | Daria Matvienko      | 3 martie 1988          | 1,80     | 3        | 0      | Konak Belediyesi  |